# 29 يناير
- السبت
- الأحد
- الاثنين
- الثلاثاء
- الأربعاء
- الخميس
- الجمعة

- 2827 جمادى الآخرة 1446  هـ
- 2928 جمادى الآخرة 1446  هـ
- 3029 جمادى الآخرة 1446  هـ
- 3130 جمادى الآخرة 1446  هـ
- 11 رجب 1446  هـ
- 22 رجب 1446  هـ
- 33 رجب 1446  هـ
- 44 رجب 1446  هـ
- 55 رجب 1446  هـ
- 66 رجب 1446  هـ
- 77 رجب 1446  هـ
- 88 رجب 1446  هـ
- 99 رجب 1446  هـ
- 1010 رجب 1446  هـ
- 1111 رجب 1446  هـ
- 1212 رجب 1446  هـ
- 1313 رجب 1446  هـ
- 1414 رجب 1446  هـ
- 1515 رجب 1446  هـ
- 1616 رجب 1446  هـ
- 1717 رجب 1446  هـ
- 1818 رجب 1446  هـ
- 1919 رجب 1446  هـ
- 2020 رجب 1446  هـ
- 2121 رجب 1446  هـ
- 2222 رجب 1446  هـ
- 2323 رجب 1446  هـ
- 2424 رجب 1446  هـ
- 2525 رجب 1446  هـ
- 2626 رجب 1446  هـ
- 2727 رجب 1446  هـ
- 2828 رجب 1446  هـ
- 2929 رجب 1446  هـ
- 3030 رجب 1446  هـ
- 311 شعبان 1446  هـ

29 يناير أو 29 كانون الثاني أو يوم 29\1 (اليوم التاسع والعشرون من الشهر الأوَّل) هو اليوم التاسع والعشرون (29) من السنة وفقًا للتقويم الميلادي الغربي (الغريغوري). يبقى بعده 336 يومًا لانتهاء السنة، أو 337 يومًا في السنوات الكبيسة.

## أحداث
- 1834 - الجيش الروسي ينسحب من الأفلاق بعد 5 سنوات ونصف من الاحتلال، وكانت الأفلاق تتبع في تلك الفترة الدولة العثمانية لكن الروس احتلوها أثناء حربهم مع العثمانيين عام 1828.
- 1942 - الألمان يستولون على مدينة بنغازي الليبية أثناء الحرب العالمية الثانية.
- 1944 - قتل قوات الإستعمار الفرنسي لمتظاهرين طالبوا بالاستقلال بساحة باب بوحاجة في سلا في المغرب، والتي سميت لاحقا ساحة الشهداء.
- 1952 - الملك فاروق يقيل حكومة مصطفى النحاس باشا بعد حريق القاهرة.
- 1963 - أمير الكويت الشيخ عبد الله السالم الصباح يفتتح أول مجلس نواب كويتي منتخب باسم مجلس الأمة.
- 1970 - القوات الأمريكية تبدأ في الجلاء عن قاعدة هويلس العسكرية، وهي آخر القواعد العسكرية الأمريكية التي كانت تستأجرها من ليبيا.
- 1986 – يوري موسفني يؤدي القسم رئيساً لأوغندا.
- 1987 - الرئيسة الفلبينية كورازون أكينو تقمع حركة تمرد قام بها عدد من ضباط الجيش سيطرو خلالها على مبنى الإذاعة والتلفزيون، وهذه الحادثه هي خامس محاولة انقلابية بعهدها.
- 1992 - الهند تعلن إقامة علاقات دبلوماسية كاملة مع إسرائيل.
- 2002 - منتخب السعودية لكرة القدم يفوز ببطولة كأس الخليج العربي الخامسة عشر المقامة في المملكة العربية السعودية.
- 2004 - حصول عملية تبادل بين حزب الله وإسرائيل، أطلق خلالها سراح 400 أسير فلسطيني و23 لبنانياً.
- 2006 - مجلس الأمة الكويتي يبايع بالإجماع الشيخ صباح الأحمد الجابر الصباح أميرًا للكويت، والشيخ صباح يؤدي اليمين الدستورية أمام المجلس.
- 2008 - نيزك 2007 تي يو 24 يمر على مسافة قريبة جدا من الأرض كما كان متوقعًا من دون أن يشكل أي خطر لاحتمال اصطدامه بها.
- 2009 - رئيس الوزراء التركي رجب طيب أردوغان ينسحب من جلسة بالمنتدى الاقتصادي العالمي في دافوس بسويسرا بعد مناقشه مع الرئيس الإسرائيلي شمعون بيريز حول الهجوم الذي شنته إسرائيل على قطاع غزة ودفاع الرئيس الإسرائيلي عنه وقوله عن ما الذي سيفعله أردوغان لو أن الصواريخ أطلقت على إسطنبول كل ليلة.
- 2011 -
  - الرئيس المصري محمد حسني مبارك يعين رئيس جهاز المخابرات العامة اللواء عمر سليمان نائبًا للرئيس، ويكلف الفريق أحمد شفيق بتشكيل الحكومة خلفًا لرئيس الوزراء الأسبق أحمد نظيف وذلك بعد خمسة أيام من إندلاع ثورة 25 يناير.
  - منتخب اليابان لكرة القدم يفوز بكأس الأمم الآسيوية الخامسة عشر والمقامة في دولة قطر بعد تغلبه على المنتخب الأسترالي.
  - فوز المغرب بحق استضافة النسخة الثلاثين من كأس الأمم الأفريقية لكرة القدم والمقررة عام 2015 بعد تفوقها على جنوب أفريقيا، بينما نالت جنوب أفريقيا حق استضافة النسخة الحادية والثلاثين والمقررة عام 2017.
- 2014 - رئيس الوزراء التونسي الجديد مهدي جمعة يستلم مهامه رسميا خلفا لعلي العريض بعد أن صادق المجلس الوطني التأسيسي التونسي على حكومته.
- 2015 - مقتل 32 جندياً ومدنياً مصرياً في هجمات دامية في سيناء.
- 2016 - مقتل 4 وإصابة 18 آخرين في تفجير انتحاري استهدف المصلين بمسجد الإمام الرضا بمحافظة الأحساء.
- 2017 -
  - مقتل 6 أشخاص وجرح 17 أخرين إثر إطلاق نار بعد انتهاء صلاة العشاء في المركز الثقافي الإسلامي في مدينة كيبك الكندية.
  - قوات حكومية سورية تستعيد السيطرة على وادي بردى بعد حوالي 4 سنوات من سيطرة قوات المعارضة على المنطقة، وذلك بموجب اتفاق مع مسلحي المعارضة تضمن السماح لمن يرغب منهم بالمغادرة إلى محافظة إدلب.
- 2018 - اكتشاف حفريات الديناصور منصوراسوروس في الصحراء الغربية في مصر، والذي يعد أحد أبرز الاكتشافات في مجال الأحفوريات.
- 2022 - إعادة انتخاب سيرجيو ماتاريلا رئيسًا لإيطاليا في الاقتراع الثامن من الانتخابات التي استمرت لستة أيام.
- 2025 -
  - تعيين أحمد الشرع رئيسًا للجمهورية العربية السورية في الفترة الانتقالية، وإعلان حل دستور سنة 2012 ومجلس الشعب وجميع الأجهزة الأمنية التابعة لنظام الأسد وحزب البعث العربي الاشتراكي وجميع الفصائل العسكرية التابعة للمعارضة السورية.
  - وفاة 67 شخصًا في تصادم جوي ما بين طائرة مدنية ومروحية عسكرية في الولايات المتحدة.

## مواليد
- 1688 - إمانول سفيدنبوري، فيلسوف سويدي.
- 1717 - جيفري أمهيرست، قائد عسكري إنجليزي.
- 1756 - هنري لي الثالث، عسكري وسياسي أمريكي.
- 1759 - عبد الوهاب بن محمد الفيروز، فقيه حنبلي وكاتب سعودي.
- 1773 - فريدرش موس، عالم معادن وجيولوجي ألماني.
- 1843 - ويليام مكينلي، رئيس الولايات المتحدة الخامس والعشرون.
- 1860 - أنطون تشيخوف، روائي روسي.
- 1866 - رومان رولان، كاتب فرنسي حاصل على جائزة نوبل في الأدب عام 1915.
- 1867 - فيسنتي بلاسكو إيبانيز، أديب إسباني.
- 1985 - وائل الحربي، ممثل سعودي.
- 1887 - ولنغتون كو، دبلوماسي صيني.
- 1892 - أحمد محمد شاكر، عالم ومحدث وفقيه مصري أزهري.
- 1896 - دولت أبيض، ممثلة مصرية.
- 1926 - محمد عبد السلام، عالم فيزياء باكستاني حاصل على جائزة نوبل في الفيزياء عام 1979.
- 1929 - ملك الجمل، ممثلة مصرية.
- 1941 - نادر جلال، مخرج مصري.
- 1945 - توم سيليك، ممثل أمريكي.
- 1947 - ليندا باك، عالمة أحياء أمريكية حاصلة على جائزة نوبل في الطب عام 2004.
- 1951 - فيتور نورت، ممثل برتغالي.
- 1953 - رياض الخولي، ممثل مصري.
- 1954 -
  - جمال بخيت، شاعر مصري.
  - أوبرا وينفري، مقدمة برامج أمريكية.
- 1966 - روماريو، لاعب كرة قدم برازيلي.
- 1970 -
  - باول ريان، سياسي أمريكي.
  - هيذر غراهام، ممثلة أمريكية.
- 1972 - أحمد العونان، ممثل إماراتي.
- 1980 - إيفان كلاسنيتش، لاعب كرة قدم كرواتي.
- 1982 - آدم لامبرت، مغني أمريكي.
- 1988 - أحمد الفريدي، لاعب كرة قدم سعودي.

## وفيات
- 803 - جعفر بن يحيى البرمكي، وزير هارون الرشيد، توفي مقتولًا في الحادثه المعروفة بنكبة البرامكة.
- 1397 - تاج الدين السنجاري، فقيه حنفي ولغوي وأديب عراقي.
- 1696 - إيفان الخامس، قيصر روسيا الرابع.
- 1820 - جورج الثالث، ملك المملكة المتحدة.
- 1934 - فريتز هابر، عالم كيمياء ألماني حاصل على جائزة نوبل في الكيمياء عام 1918.
- 1938 - محمد حسين الكيشوان، فقيه مسلم وشاعر عراقي.
- 1950 - أحمد الجابر الصباح، حاكم الكويت العاشر.
- 1963 - روبرت فروست، شاعر أمريكي.
- 1979 - كوكا، ممثلة مصرية.
- 1987 - إبراهيم عبد الرازق، ممثل مصري.
- 1988 - حسن الإمام، مخرج مصري.
- 2000 - علي أصغر محمدوف، مترجم أذربيجاني.
- 2011 - سالم النحاس، سياسي وكاتب أردني.
- 2021 -
  - محمود عبد الغفار، ممثل مصري.
  - عبد الله الصريخ، ملحن ومغني شعبي سعودي.
  - فهمي الخولي، ممثل ومخرج مسرحي مصري.
- 2023 - ‏عبد الإله بن سعود بن عبد العزيز آل سعود، أحد أبناء الملك سعود.

## أعياد ومناسبات
- يوم الدستور في جبل طارق.
- ذكرى تولي الأمير الحكم في الكويت.

## وصلات خارجية
- وكالة الأنباء القطريَّة: حدث في مثل هذا اليوم.
- النيويورك تايمز: حدث في مثل هذا اليوم.
- BBC: حدث في مثل هذا اليوم.